# Zacarías de Vizcarra y Arana

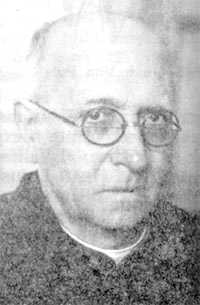
Bischof Zacarías de Vizcarra

Zacarías de Vizcarra y Arana (* 4. November 1880 in Abadiano, Bizkaia; † 18. September 1963 in Toledo) war Weihbischof in Toledo.

## Leben
Vizcarra empfing am 31. März 1906 das Sakrament der Priesterweihe für das Erzbistum Toledo.
Am 2. April 1947 bestellte ihn Papst Pius XII. zum Weihbischof in Toledo und ernannte ihn zum Titularbischof von Eressus. Der Erzbischof von Toledo Enrique Pla y Deniel spendete ihm am 22. Juni desselben Jahres die Bischofsweihe; Mitkonsekratoren waren der Bischof von Vitoria Carmelo Ballester y Nieto, C.M. und der Weihbischof in Toledo, Eduardo Martinez González.
Er nahm am Zweiten Vatikanischen Konzil teil.

## Auszeichnungen
- 1956: Großes Verdienstkreuz mit Stern der Bundesrepublik Deutschland